# Stan Vickers
Stanley Frank « Stan » Vickers, né le 18 juin 1932 à Lewisham et mort le 19 avril 2013 , est un athlète britannique, spécialiste de la marche athlétique. Licencié au Belgrave Harriers, il mesure 1,85 m pour 60 kg. Vainqueur du 20 km marche des Championnats d'Europe 1958, il remporte la médaille de bronze lors des Jeux olympiques d'été de 1960.

## Carrière

### Palmarès
| Date | Compétition           | Lieu      | Résultat | Performance       |
| ---- | --------------------- | --------- | -------- | ----------------- |
| 1956 | Jeux olympiques d'été | Melbourne | 5e       | 1 h 32 min 34 s 2 |
| 1958 | Championnats d'Europe | Stockholm | 1er      | 1 h 33 min 09 s 0 |
| 1960 | Jeux olympiques d'été | Rome      | 3e       | 1 h 34 min 56 s 4 |

### Records
| Épreuve              | Performance     | Date |
| -------------------- | --------------- | ---- |
| 20 kilomètres marche | 1 h 28 min 53 s | 1959 |